# Mamba VBTT
Pour les articles homonymes, voir Mamba (homonymie).
Le Mamba VBTT est un véhicule blindé de transport de troupes sud africain à roues, entré en service en 1990

## Équipement

### Variantes
- Mamba Mk1 : Le Mk1 original a été produit par TFM Industries plus tard (Reumech OMC) et plus de 500 ont été construits. Il a ensuite été modifié en Springbuck Mk1, et en Reva Mk1 par ICP. Le Puma est une autre variante propulsée par un moteur et une chaîne cinématique Toyota Dyna 7-145, très répandu en Afrique[1].

- Mamba Mk2 : Le 4×4 construit par Sandock Austral pour les SADF/SANDF est en service dans 18 pays. D'autres sous-variantes incluent le Mk2 EE pour la Maavägi et le Mk2 SW pour l'Armén. Le Komanche est une variante SWB du Mk2 standard et peut accueillir sept soldats. Le Sabre avait un compartiment conducteur légèrement agrandi qui pouvait accueillir quatre personnes avec une soute arrière au lieu d'un compartiment passager. L'Alvis 4, qui est une version produite sous licence par Alvis UK, ainsi que l'Alvis 8, une version de la Komanche SWB[1].

- Mamba Mk3 :

- Mamba Mk4 : La société N4 Trucks (Pty) Ltd. a conçu et construit un nouveau Mamba désigné Mk4 dans son usine de Pretoria. Les essais d'explosion réalisés par le CSIR ont montré que le Mk4 peut résister à une explosion équivalente à 10 kg de TNT sous sa coque et à 14 kg de TNT sous n'importe quelle roue. Il est commercialisé dans le monde entier par Osprea Logistics et a été déployé par les forces de maintien de la paix de l'Union africaine en Somalie. Deux variantes sont disponibles, l'une construite sur le groupe motopropulseur Magirus refroidi par air et l'autre sur un groupe motopropulseur Iveco Eurocargo avec une configuration refroidie par eau. En Irak, il est utilisé par des entreprises de sécurité privées[1].

- Mamba Mk5 :

- Mamba Mk7 :

## Pays utilisateurs
- Côte d'Ivoire
- Estonie - Nombre inconnu d'Alvis 4 dans l'Armée de Terre Estonienne (don de certains ou de la totalité à l'Ukraine)
- Égypte

- Nigeria

- Togo - 50 Mamba Mk 7 dans l'Armée de Terre et un nombre inconnu dans Gendarmerie nationale togolaise[2]
- Ouganda - 40 Mamba en service dans l'Armée de Terre Ougandaise[3]
- Irak - Nombre inconnu de Mamba en service dans l'armée Irakienne[4]
- République du Congo - 18 Mamba en service dans l'armée de la République du Congo[5]
- Guinée - 10 Mamba en service dans l'armée Guinéenne[6]
- Niger - 57 Mamba Mk 7 dans l'Armée de Terre Nigérienne[7]
- Sierra Leone - 1 Mamba Mk 5 dans l'Armée de Terre Sierraléonaise[8].
- Afrique du Sud - 440 Mamba dans l'Armée de Terre Sud-Africaine[9]
- Soudan du Sud - Nombre inconnu de Mamba en service dans l'armée Sud-Soudanaise[10]

- Suède
- Somalie - 9 Mamba Mk 5 en service dans l'Armée de Terre Somalienne[11]
- Ukraine